# Número guia
Número guia, ou NG, é um número mnemônico utilizado por repórteres fotográficos que ajustam a abertura do diafragma a cada mudança na distância entre o assunto fotográfico e o flash quando a iluminação principal é a do flash. Flashes com maior potência luminosa tem um número guia maior.
Como a iluminação proporcionada por qualquer fonte de luz puntiforme sempre diminui com o quadrado da distância, quando é aumentada a distância do flash ao assunto, é preciso aumentar também a abertura do diafragma, ou então aumentar a  sensibilidade ISO para expor corretamente o assunto. O inverso também é válido, ou seja, diminuindo a distância do flash ao assunto, deve-se diminuir a abertura ou diminuir a sensibilidade ISO.
Uma parte dos flashes eletrônicos especifica sua carga em potência elétrica, outra parte a sua potência luminosa; os mais populares indicam um número guia específico para seu equipamento. Muitas vezes, o número guia não está explícito, ele está implícito numa tabela de reciprocidade distância x abertura, e neste caso a distância a considerar é sempre entre o assunto e o flash.

## O valor de NG

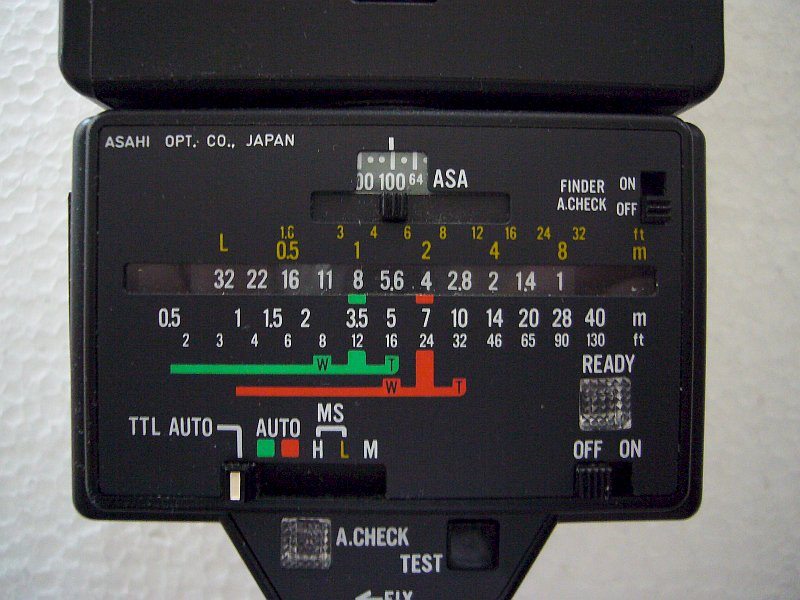
Ajustes que fazem presumir um NG=28 com sensibilidade ISO 100

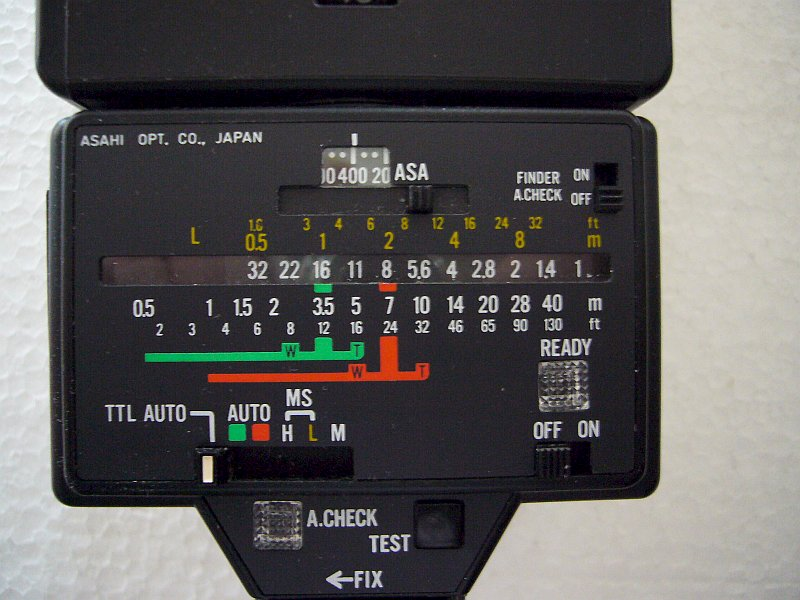
Ajustes para NG=56 com sensibilidade ISO 400

O número guia é o produto da distância ideal e o número f/ de abertura do diafragma que exporá corretamente um determinado filme ou CCD/CMOS. Este é o conceito que fotógrafos e estudantes têm em mente para ajustar a câmera no momento de bater a foto.
{\displaystyle NG=distancia\cdot numerof/}
O número guia é uma constante própria de cada flash. Por exemplo: um número guia 24 com filme ISO 100 significa que um assunto a 3 m do flash será bem captado com uma abertura f/8.0.
{\displaystyle NG24=3m\cdot f/8.0}
{\displaystyle NG80=10ft\cdot f/8.0}
Para sensibilidade ISO 400 o NG vai para 48 e 160.
{\displaystyle NG48=3m\cdot f/16.0}
{\displaystyle NG160=10ft\cdot f/16.0}

### Abertura f/
O cálculo da abertura f/ deve levar em conta a posição do flash e não da câmera. A abertura é, então, ajustada na câmera, independentemente de sua posição
Em reportagens de casamento, é comum a presença de um ou mais “flash escravo”, cada um portando uma tocha que dispara em sincronia com o flash da câmera ou com um sinal enviado pela câmera.
Dependendo do esquema de iluminação combinado, o flash principal nem sempre estará na mão do fotógrafo. A luz de duas ou mais “fotocélulas” podem se sobrepor. O casamento de dois flashes de NG 22, por exemplo, resulta num novo NG de 36.

### Números Guia Típicos
O NG de flashes incorporados em câmeras compactas gira em torno de 5, enquanto os flashes de montar costumam apresentar um número guia maior, que pode ir além de 30. O NG de flashes de estúdio chega a 100, mas, via de regra, estes flashes não são disparados frontal e diretamente, nem costumam ser usados isoladamente.

## Aplicações
Na prática, o número guia é conhecido e a distância avaliada, faltando apenas ajustar a abertura do diafragma. Assim, a equação do NG é rearranjada para:
{\displaystyle Numerof/={\frac {NG}{distancia}}}
A maioria dos flashes possui ou um dial calculador ou uma tabela impressa na traseira para facilitar a decisão do fotógrafo.

### Tabela típica de aberturas f/ x distâncias
| 25   | 11 | 8  | 5.6 | 4   | 2.8 | 2   | 1.4 | 1.2 |
| 50   | 16 | 11 | 8   | 5.6 | 4   | 2.8 | 2   | 1.4 |
| 100  | 22 | 16 | 11  | 8   | 5.6 | 4   | 2.8 | 2   |
| 200  | 32 | 22 | 16  | 11  | 8   | 5.6 | 4   | 2.8 |
| 400  | 45 | 32 | 22  | 16  | 11  | 8   | 5.6 | 4   |
| 800  | 64 | 45 | 32  | 22  | 16  | 11  | 8   | 5.6 |
| 1600 | 90 | 64 | 45  | 32  | 22  | 16  | 11  | 8   |

## Tabela BCPS e NG
A potência elétrica convertida em fluxo luminoso varia de equipamento a equipamento, já a potência luminosa depende da eficiência do seu aproveitamento. Uma informação mais realista é o Beam Candlepower Second (BCPS), que é a medida da intensidade luminosa para flashes. É esta informação que empresas especializadas em insumos fotográficos como a Kodak Co. usa para construir tabelas com BCPS e NG correlacionadas para seus filmes em suas publicações técnicas.
A tabela abaixo é uma reprodução da tabela BCPS e NG da Kodak para seus filmes com sensibilidade ISO 100.
| Potência do Flash em BCPS | NG para pés | NG para metros |
| ------------------------- | ----------- | -------------- |
| 350                       | 40          | 12             |
| 500                       | 50          | 15             |
| 700                       | 60          | 18             |
| 1000                      | 70          | 21             |
| 1400                      | 85          | 26             |
| 2000                      | 100         | 30             |
| 2800                      | 120         | 36             |
| 4000                      | 140         | 42             |
| 5600                      | 170         | 50             |
| 8000                      | 200         | 60             |
A correlação entre potência do flash e NG, baseada na tabela acima, pode ser formulada assim:
{\displaystyle NG=k\cdot {\sqrt {ISO.BCPS}}}
onde k é uma constante atribuída pelo fabricante do flash eletrônico.
Na tabela acima, a Kodak adotou para k o valor 0,066 (metros) e 0,22 (pés), ficando assim:
{\displaystyle NG(feet)=0{,}22\cdot {\sqrt {ISO\cdot BCPS}}}
{\displaystyle NG(metros)=0{,}066\cdot {\sqrt {ISO\cdot BCPS}}}

## Correção do NG
A maioria dos números guias que vêm acompanhando os flashes devem sofrer revisões e ser corrigidas pelo fotógrafo para sua maior usabilidade e praticidade. O NG a ser usado deve ser um número constante e corrigido em função do maior número possível de fatores que possam influir na sua aplicação. Para tanto, deve se considerar:
A falha de reciprocidade em fotografias com iluminação precária e, conseqüentemente, com tempo de exposição longo também se manifesta quando se expõe o filme a uma iluminação de alta intensidade com exposição de curta duração.
A eficiência do refletor ou o fator de aproveitamento da potência luminosa do flash.
A absorção de potência pelo refrator e pelo filtro de balanço de branco do flash.
O ângulo de propagação da iluminação do flash (ângulo normal, grande angular ou tele).
Os fotômetros de mão para luz de flash, os flashmeters, fornecem medidas precisas que levam em conta também a reflexão de luz do ambiente.